# مستر بين (حلقة مستر بين)
مستر بين (بالإنجليزية: Mr. Bean)‏ هي الحلقة الأولى من المُسلسل الكوميدي البريطاني الشهير مستر بين، أخرجها جون هوارد دافيز، عُرضت في 1 يناير 1990. مدة الحلقة كانت 25:53 دقيقة. قُسِمت الحلقة الأولى على ثلاثة عروض؛ العرض الأول هو عرض الامتحان، والعرض الثاني هو عرض الشاطئ، والعرض الثالث هو عرض الكنيسة. بلغت مُشاهداتها 13.45 مليون مشاهد على قناة آي تي في في 1 يناير 1990.

## القصة

### العرض الأول: الامتحان
يذهب مستر بين إلى الامتحان في مادة الرياضيات في إحدى الجامعات بسيارته ميني كوبر بشكل مُسرع، يتسبب بطريقه في انقلاب إحدى السيارات، وعند وصوله إلى هناك يجلس بجانب أحد الطلاب الذي بدأ الطالب يسأل مستر بين عن استعداده للامتحان، أجاب مستر بين بأنه ركز على دراسة علم المثلثات، أما الطالب فأجاب بأنه ركز على دراسة التفاضل والتكامل. بعد لحظات يُعلن مُراقب الامتحان أنه تبقيّ دقيقتين من أجل بداية الاختبار. مستر بين يستعد للامتحان بإخراجه العديد من الأقلام، إضافةً إلى دُمية الشرطي ودُمية النمر الوردي، لإغاظة الطالب بجانبه. إضافةً إلى ساعة المُنبه من أجل وقت الامتحان.
يُعلن مراقب الفصل عن بداية الامتحان، مستر بين يقوم بإخراج ورقة حساب التفاضل والتكامل، ويبدو مُحبطاً عند ما قرأ الأسئلة بسبب أنه لم يدرس التفاضل والتكامل، لذلك بدأ يسعى في محاولات الغش من الطالب الذي يجلس بجانبه. يُحاول بشتى الطُرق إلا أن جميع مُحاولاته باءت بالفشل. يُحبط مستر بين في النهاية ويصرخ بحسرة: «أوه! مومي» قبل أن يضع رأسه على الطاولة وينام بقية الامتحان.
قبل دقيقتين من نهاية الامتحان، يقدم مراقب الفصل تعليمات حول ما يجب عمله مع الأوراق بمجرد انتهاء الامتحان. وفوراً، يدرك مستر بين أن هناك ورقتين في المغلف - ورقة خضراء عن حساب التفاضل والتكامل، وورقة بيضاء عن علم المثلثات، ولكل طالب إتاحة الخيار في حل أحد الورقتين (على الرغم من أن المراقب يجب أن يكون قد ذكر هذا في البداية). مستر بين يأخذ الورقة البيضاء ويحاول إكمالها بطريقة سريعة، ولكن قلمه لا يكتب أي شيء قام باخذ القلم من الطالب الآخر. ولكن لسوء الحظ، انتهى الامتحان بالفعل وأخبر المراقب الطلاب بالتوقف عن الكتابة. ولكن مستر بين عازم على الانتهاء من الامتحان ويستمر بكتابته السريعة، توقف مستر بين أخيراً بعد أن صرخ المراقب «توقف عن الكتابة!». عند هذه النقطة، انفجر منبه مع محاولة مستر بين لإسكاته.

### العرض الثاني: الشاطئ
بعد الامتحان، يتوجه مستر بين إلى الشاطئ، ينزل عبر السلالم من منحدر شاهق إلى الأسفل، يستعد مستر بين للسباحة وخلع ملابسه، لكنه يُفاجئ بوجود شخص بجانبه يرتدي نظارة شمسية ويجلس على كرسي، مستر بين لا يود العودة للصعود مجدداً بسبب طول المسافة، لذا؛ فهو قرر أن يرتدي ملابس السباحة بطرق غريبة. من غير أن يزيل بنطاله في البداية، إلا أن تمكّن من ذلك. وفجأة يقوم الرجل الجالس على الكرسي ويستخدم عصاه للمشي، يُدرك مستر بين في النهاية أنه أعمى.

### العرض الثالث: الكنيسة

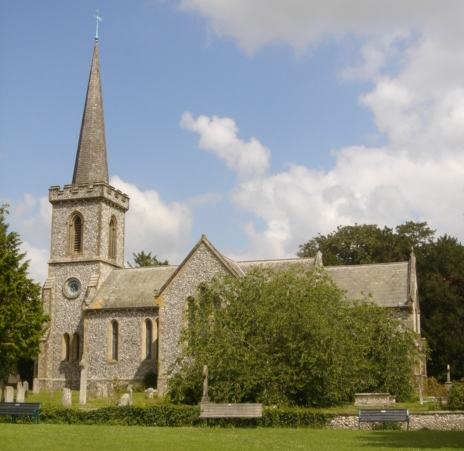
الكنيسة التي تمَّ بها التصوير.

بعد الشاطئ، يذهب مستر بين إلى إحدى الكنائس، يقوم بدفع إحدى السيارات من أجل الوقوف مكانها. عند دخوله الكنيسة وجد مجموعة من الرجال والنساء يؤدون نشيد الكنسية. بعد أداء النشيد، يروي الخاطب خُطبته، يشعر مستر بين أنه بحاجة إلى مسح أنفه ويضطر إلى مسح أنفه ببطانة أحد جيوبه لعدم وجود منديل. بعد ذلك، يشعر مستر بين بالنعاس، ويحاول جاهداً البقاء مُستيقظاً. يستلقي فجأة على الرجل الذي بجانبه بشكلٍ غريب إلى أن سقط أرضاً بوضعية غير مألوفة. بعد ذلك يُخرج مستر بين حلوى من جيبه، ثم يُعيد بقايا الحلوى إلى جيبه الآخر، لكنه يده تتعلق داخله، فيحاول بقوة إخراجها إلا أن ضرب الذي بجانبه عن طريق الخطأ. يقوم الحاضرون بعد ذلك بأداء النشيد، إلا أن مستر بين لا يحفظ كلمات النشيد، ويحاول قراءة الكتاب الذي بحوزة الرجل الذي بجانبه إلا أن الأخير يرفض، فيحاول أن يتمتم الكلمات مع الحضور. تسقط الحلوى من مستر بين أثناء ويحاول التقاطها وأكلها إلا أنه يفشل.
تنتهي الحلقة الأولى بمشهد حادث يرتكبه مستر بين بسيارته في إحدى الطرق بعد أن انعطف بشكلٍ خاطئ. ويقوم بالركض بشكلٍ هزلي غريب بعد الحادث.

## الشخصيات
| الممثل         | الشخصية                              |
| -------------- | ------------------------------------ |
| روان أتكينسون  | مستر بين                             |
| باول باون      | الطالب                               |
| رودولف والكر   | مراقب الامتحان                       |
| روجر سلومان    | الرجل الأعمى في الشاطئ               |
| هوارد غودال    | أرغنيست الكنيسة                      |
| ريتشارد بريريس | الرجل الذي بجانب مستر بين في الكنيسة |

## الإنتاج
بعد نجاحه في العرض الكوميدي في مونتريال، قام بين إيلتون بكتابة الحلقة الأولى. وقد تم تصوير الحلقة في أواخر عام 1989. قاعة الامتحان هي منزل ستانمير [الإنجليزية]، وأما الكنيسة فهي كنيسة ستانمير [الإنجليزية].

## الرقابة
قُطع مشهد مستر بين الذي يقوم فيه بإزالة سرواله في العرض الثاني على قناة ديزني.

## روابط خارجية
- السيد بين على موقع IMDb (الإنجليزية)

- «مستر بين» على قاعدة بيانات الأفلام على الإنترنت
- "مستر بين" على تي في.كوم